# 高光村
高光村（たかみつむら）は、1955年（昭和30年）まで愛媛県南予地方の北宇和郡にあった村である。宇和島市の北に接した農村であった。
一部は北宇和郡吉田町に合併、残りは宇和島市に編入して廃止されたが、平成の市町村合併により吉田町が他の北宇和郡内の町村とともに宇和島市と合併したことにより全域が宇和島市となった。

## 地理

### 位置・地形
宇和島市の北に接する農村。南は宇和島市に、東は泉が森や窓峠を境に三間町（昭和の合併により一足先に合併、成立。それまでは成妙村）に、北は遠見山を境に吉田町に接する。最も西に位置する知永地区は西を海（宇和島湾、宇和海）に面している。東の光満地区と三間町との境は、四万十川の支流の一つである三間川との分水嶺をなしている。高串川と光満川の流れに沿って川底平野が形成され、農地が形成されている。
山
- 遠見山（標高322m）

川
- 高串川 - 吉田町との境、遠見山の南東山麓に源流を発し、当村の西部を北から南へ貫流。宇和島市和霊町で須賀川と合流し、宇和島湾に注ぎ込む。
- 光満川

### 村名の由来
明治の町村制施行時に、旧の高串（たかぐし）と光満（みつま）とが合併した際に、一字ずつ取った合成地名。

### 地域
旧2箇村が大字となった。高光小学校、郵便局などがあり、村の中心である大字高串字家藤に村役場を置いた。先に分離した知永は吉田町大字知永となり、宇和島市に編入後は各大字がそのまま同市の「町」になった。
昭和40年代に国道56号が改良整備されて以降、沿道が急速に発展した。

## 歴史
藩政期
- 宝暦年間 - 高串村の新浦として知永（ちなが）が開発された。

明治以降
- 1889年（明治22年）12月15日 - 町村制施行時に、高串（たかぐし）と光満（みつま）の2箇村が合併し、高光村が成立。北宇和郡に属する。
- 1955年（昭和30年）3月1日 - 高串の一部である知永が分離し、吉田町奥南村、玉津村、立間村、喜佐方村と合併して吉田町となる。
- 1955年（昭和30年）3月31日 - 北宇和郡三浦村と同時に宇和島市へ編入され、高光村は自治体としては消滅。

```
高光村の系譜
（町村制実施以前の村）　（明治期）　　　　　　　（昭和の合併）　　　　　　　　　　　　　　　　　　　　　　　　　（平成の合併）
　　　　　　　　　　　　町村制施行時
　　　　　　　　　　　　　　　　　　　　　　　　　　　　　　　　　　▲
　　　　　　　　　　　　　　　　　　　　　　　　　　　　　　　　　　┃
　　　　　　　　　　　　　　　　　　　　　　　　　　　　　　　　　　┃
高串　━━━━━━━┓　　　　　　　　　　　　　　　　　　　　　　え┃
　　　　　　　　　　┣━　　高光村　━━━━━━━━━━━━━━━━┻━┓
光満　━━━━━━━┛　　　　　　　　　　　　　　　　　　　　　　　　　┃
　　　　　　　　　　　　　　　　　　　　　あ　い　　　　　　　　う　　お┃　　か　　　　　　　　　く
　　　　　　　　　　　　　宇和島町　━━━┳━┳━　宇和島市　━┳━━━╋━━┳━━━━━━━━━┳━━━━┓
　　　　　　　　　　　　　　丸穂村　━━━┛　┃　　　　　　　　┃　　　┃　　┃　　　　　  　　　┃　　　　┃
　　　　　　　　　　　　　　八幡村　━━━━━┛　　　　　　　　┃　　　┃　　┃　　　　　  　　　┃　　　　┃
　　　　　　　　　　　　　　九島村　━━━━━━━━━━━━━━┛　　　┃　　┃　　　　　　　　　┃　　　　┃
　　　　　　　　　　　　　　三浦村　━━━━━━━━━━━━━━━━━━┛　　┃　　　　  　　　　┃　　　　┃
　　　　　　　　　　　　　　　来村　━━━━━━━━━━━━━━━━━━━━━┛　　　　　　　　　┃　　　　┃
　　　　　　　　　　　　　　下波村　━━━━━━━━━━━━━━━━━━━━━━┓　　　　　　　　┃　　　　┃
　　　　　　　　　　　　　　蒋淵村　━━━━━━━━━━━━━━━━━━━━━━┫　　　き　　　　┃　　　　┣━　宇和島市（新）
　　　　　　　　　　　　　　遊子村　━━━━━━━━━━━━━━━━━━━━━━╋━　宇和海村　━┛　　　　┃
　　　　　　　　　　　　　　戸島村　━━━━━━━━━━━━━━━━━━━━━━┫　　　　　　　　　　　　　┃
　　　　　　　　　　　　　日振島村　━━━━━━━━━━━━━━━━━━━━━━┛　　　　　　　　　　　　　┃
　　　　　　　　　　　　　　　　　　　　　　　　　　　　　　　　　　　　　　　　　　　　　　　　　　　　　　┃
　　　　　　　　　　　　　　　　　　　　　　　　　　　吉田町　━━━━━━━━━━━━━━━━━━━━━━━┫
　　　　　　　　　　　　　　　　　　　　　　　　　　　三間町　━━━━━━━━━━━━━━━━━━━━━━━┫
　　　　　　　　　　　　　　　　　　　　　　　　　　　津島町　━━━━━━━━━━━━━━━━━━━━━━━┛

あ - 大正6年5月1日、丸穂村編入
い - 大正10年8月1日、八幡村と対等合併・市制施行
う - 昭和9年9月1日、九島村編入
え - 昭和30年3月1日、知永が分割され吉田町に合併
お - 昭和30年3月31日、三浦村・高光村編入
か - 昭和32年1月1日、来村を編入
き - 昭和33年4月1日、新設合併により宇和海村成立
く - 昭和49年4月1日、宇和海村を編入
け - 平成17年8月1日、新設合併により宇和島市（新）成立
（注記）「宇和島町」以下の合併以前の系譜はそれぞれの町村の記事を参照のこと。

```

## 産業
農業
米、麦、甘藷芋、ウンシュウミカンなどを産した。

## 交通
- 国道56号
- 国鉄予讃本線高光駅
- 予土線

## 名所
- 高光神社